# Кристина Мошуманська-Назар
Кристина Мошуманська-Назар (пол. Krystyna Moszumańska-Nazar; 5 вересня 1924, Львів, тепер Україна — 27 вересня 2009, Краків) — польський композитор, музичний педагог та піаніст.

## Біографія
Народилася у Львові, Польща (нині Львів, Україна). Після Другої світової війни навчалася в Державній вищій музичній школі в Кракові у Станіслава Вєчовіча (композиція) та Яна Хоффмана (фортепіано). Після закінчення навчання зайняла посаду професора в Академії музики в Кракові, а також була ректором з 1987 по 1993 рік. Померла в Кракові (після тривалої хвороби).

## Почесні звання та нагороди
- Лауреат конкурсу молодих композиторів Союзу польських композиторів (1954)
- Міжнародний конкурс жінок-композиторів у Мангеймі (1961, 1966)
- Перша премія / золота медаль, Міжнародний конкурс жінок-композиторів у Буенос-Айресі (1962)
- Другий приз конкурсу композиторів ім. Кароля Шимановського (1974)
- Нагорода Союзу польських композиторів
- Нагорода міністра культури та мистецтва (п'ять разів)
- Нагорода за заслуги перед національною культурою
- Премія прем'єр-міністра
- Honoris Causa докторська студія з Музичної Академії у Кракові
- Краківська премія міста

## Творчість
Твори для оркестру, камерного ансамблю, фортепіано, вокальної та електронної музики.

## Вибрані твори
- Variations for piano (1949)
- Suite of Polish Dances for piano * (1954)
- Concertino for piano and symphony orchestra (1954)
- Overture No. 1 for symphony orchestra (1954)
- Overture No. 2 for symphony orchestra (1956)
- Symphonic Allegro (1957)
- Sonatina for piano * (1957)
- Three Miniatures for clarinet and piano * (1957)
- Four Essays for orchestra (1958)
- Five Duos for flute and clarinet * (1959)
- Hexaèdre for symphony orchestra * (1960)
- String Trio (1960)
- Music for strings * (1962)
- Exodus for symphony orchestra and tape * (1964)
- Variazioni concertanti per flauto e orchestra da camera * (1965-66)
- Interpretations for flute, tape and percussion * (1967)
- Three Concert Studies for solo percussion * (1969)
- Pour orchestre * (1969)
- Intonations for two mixed choirs and symphony orchestra (1970-71)
- Bagatelles for piano * (1971)
- Constellations for piano (1972)
- Bel canto [1st version] for soprano, celesta and percussion * (1972)
- Bel canto [2nd version] for soprano, celesta, cello and percussion * (1972)
- Quartetto per archi * (1973-74)
- Polish Madonnas, poem for mixed choir and orchestra * (1974)
- Rhapsody I for orchestra (1975)
- From End to End Percussion * (1976)
- A Challenge for baritone and chamber ensemble * (1977)
- Variants for piano and percussion * (1979)
- String Quartet No. 2 * (1980)
- Rhapsody II for great symphony orchestra * (1980)
- Sinfonietta for chamber string orchestra (1983)
- Song of Songs for soprano, reciting voice, small men's choir and instrumental chamber ensemble * (1984)
- Canzona for solo violin * (1985)
- Concerto for symphony orchestra (1985-86)
- Fantasy for solo marimbaphone * (1987)
- Fresco No. 1 for orchestra (1988)
- Music for Five for percussion * (1989)
- Trois moments musicaux for solo double-bass * (1990)
- Quatre moments musicaux for solo cello (1990-94)
- Recitativo for solo cello * (1991)
- Fresco No. 2 for orchestra * (1991)
- Un petit cadeau, trio for flute, cello and percussion * (1993)
- Fresco No. 3 for orchestra (1993)
- Two Dialogues [1st version] for instrumental ensemble * (1994)
- Two Dialogues [2nd version] for orchestra (1994)
- Oratio brevis for solo organ * (1995)
- String Quartet No. 3 * (1995)
- Leggiero e mobile for wind ensemble (1996)
- Flowers for flute, piccolo flute, oboe, clarinet and piano (1996-97)
- Serpentine for solo oboe * (1997)
- Pater noster for men's choir and organ * (1997)
- Impression for string quartet (1997-98)
- Concerto for percussion and symphony orchestra * (1998)
- String Quartet No. 4 (1998—2003)
- Concerto for violin and orchestra (1999—2000)
- Grande Valse d'anniversaire for piano (2000)
- Waltz for piano (2001)
- Music in Autumn for clarinet, bells and two small percussions (2001)
- Birthday, birthday… for cello solo (2001)
- Moment musical V for cello solo (2002)
- Musiquette for 2 trumpets and small percussion (2003)
- Sonata per due violini (2003)
- La Valse à la main gauche for piano (2003)
- La Valse musette for piano (2003)
- APigram for piano (2004)
- Orpheus and Eurydice for soprano, baritone, narrator and chamber orchestra (2005)
- Konfiguracje for cello and piano (2005)
- Novelette for flute and piano * (2006)